# 什克羅博韋
51°46′41″N 32°3′54″E / 51.77806°N 32.06500°E

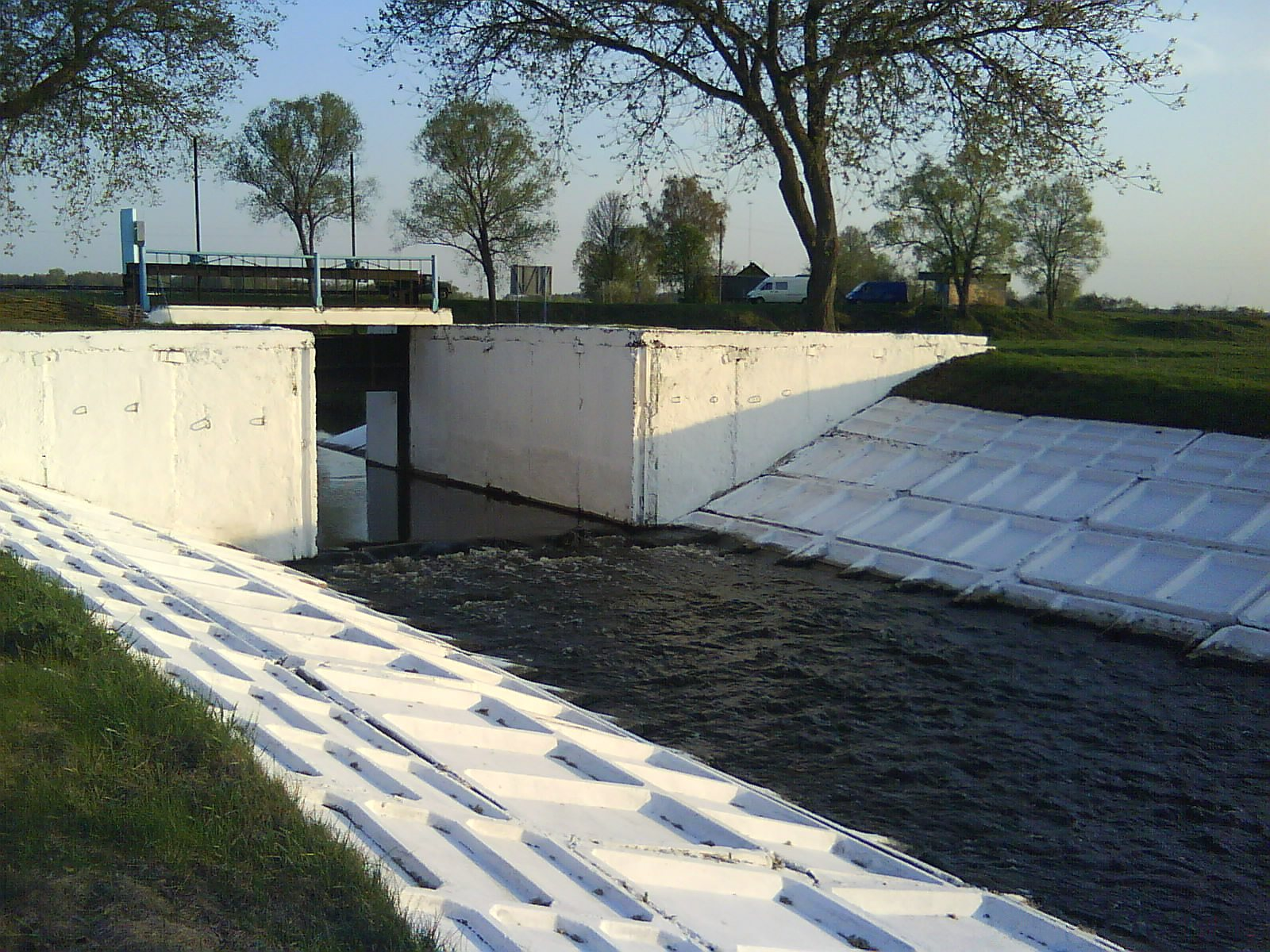
當地的運河改善工程

什克羅博韋（烏克蘭語：Шкробове），是烏克蘭北部的村莊，隸屬切爾尼希夫州的科留基夫卡區。該村面積0.57平方公里，海拔高度120米，2001年人口122，人口密度每平方公里215.2人。